# Norville
Norville és un municipi francès situat al departament del Sena Marítim i a la regió de Normandia. L'any 2007 tenia 886 habitants.

## Demografia

### Població
El 2007 la població de fet de Norville era de 886 persones. Hi havia 332 famílies de les quals 56 eren unipersonals (28 homes vivint sols i 28 dones vivint soles), 132 parelles sense fills, 136 parelles amb fills i 8 famílies monoparentals amb fills.
La població ha evolucionat segons el següent gràfic:
Habitants censats

### Habitatges
El 2007 hi havia 356 habitatges, 342 eren l'habitatge principal de la família, 1 era una segona residència i 13 estaven desocupats. 354 eren cases i 1 era un apartament. Dels 342 habitatges principals, 305 estaven ocupats pels seus propietaris, 31 estaven llogats i ocupats pels llogaters i 6 estaven cedits a títol gratuït; 1 tenia una cambra, 8 en tenien dues, 37 en tenien tres, 87 en tenien quatre i 209 en tenien cinc o més. 282 habitatges disposaven pel capbaix d'una plaça de pàrquing. A 132 habitatges hi havia un automòbil i a 188 n'hi havia dos o més.

### Piràmide de població
La piràmide de població per edats i sexe el 2009 era:
| Homes | Edats   | Dones |
| ----- | ------- | ----- |
| 4     | 95 o +  | 0     |
| 0     | 90 a 94 | 0     |
| 4     | 85 a 89 | 0     |
| 0     | 80 a 84 | 8     |
| 12    | 75 a 79 | 12    |
| 24    | 70 a 74 | 20    |
| 12    | 65 a 69 | 8     |
| 36    | 60 a 64 | 36    |
| 28    | 55 a 59 | 24    |
| 36    | 50 a 54 | 32    |
| 36    | 45 a 49 | 36    |
| 52    | 40 a 44 | 40    |
| 20    | 35 a 39 | 40    |
| 12    | 30 a 34 | 12    |
| 16    | 25 a 29 | 12    |
| 36    | 20 a 24 | 20    |
| 24    | 15 a 19 | 40    |
| 48    | 10 a 14 | 16    |
| 16    | 5 a 9   | 32    |
| 28    | 0 a 4   | 20    |

## Economia
El 2007 la població en edat de treballar era de 571 persones, 393 eren actives i 178 eren inactives. De les 393 persones actives 375 estaven ocupades (220 homes i 155 dones) i 18 estaven aturades (6 homes i 12 dones). De les 178 persones inactives 65 estaven jubilades, 39 estaven estudiant i 74 estaven classificades com a «altres inactius».

### Ingressos
El 2009 a Norville hi havia 336 unitats fiscals que integraven 872,5 persones, la mediana anual d'ingressos fiscals per persona era de 20.025 €.

### Activitats econòmiques
Dels 13 establiments que hi havia el 2007, 3 eren d'empreses extractives, 1 d'una empresa de construcció, 1 d'una empresa de comerç i reparació d'automòbils, 3 d'empreses d'hostatgeria i restauració i 5 d'empreses de serveis.
L'únic servei als particulars que hi havia el 2009 era un paleta.
L'any 2000 a Norville hi havia 22 explotacions agrícoles que ocupaven un total de 665 hectàrees.

## Equipaments sanitaris i escolars
El 2009 hi havia una escola elemental.

## Poblacions més properes
El següent diagrama mostra les poblacions més properes.